# Не пали светла у сумрак
Не пали светла у сумрак је песма југословенске и српске певачице Лоле Новаковић са којом је представљала Југославију на Песми Евровизије 1962. године у Луксембургу.
Музику је компоновао словеначки композитор Јоже Прившек, који је годину дана раније такође написао и евровизијску песму Љиљане Петровић Неке давне звезде. Текст је написао Драгутин Бритвић. Песма је првобитно учествовала и победила на југословенском националном финалу које је одржано 23. јануара 1962. у студију Телевизије Загреб, у конкуренцији укупно 18 композиција.
У финалу Песме Евровизије 1962. које је одржано 18. марта југословенска представница је наступила као дванаеста од 14 такмичара. Оркестром је дириговао Јоже Прившек. Лола Новаковић је освојила укупно 10 бодова (укључујући и две максималне оцене 3 од жирија из Француске и Италије), што је било довољно за укупно 4. место у коначном поретку. Уједно је то и други најбољи резултат Југославије на Евросонгу у историји.